# اورنج (ماساچوست)
اورنج(به انگلیسی: Orange) شهرکی در شهرستان فرانکلین ایالت ماساچوست می‌باشد که در سال ۱۸۱۰ بنیان‌گذاری شده‌است. این شهرک در سرشماری سال ۲۰۱۰ میلادی، ۷٬۸۳۹ نفر جمعیت داشته‌است.

## نگارخانه

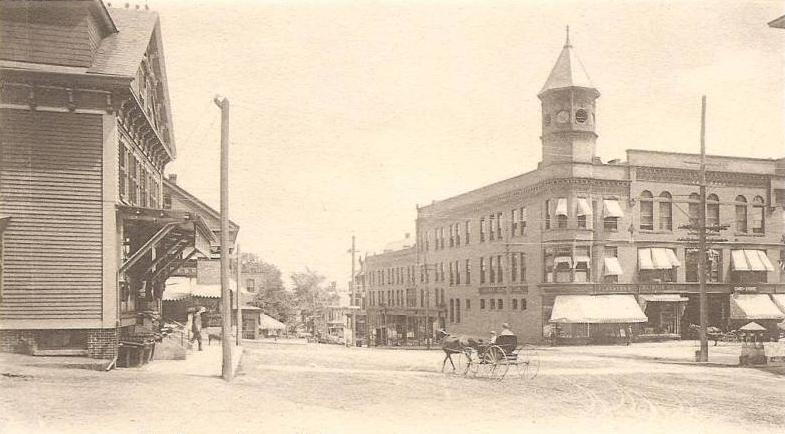
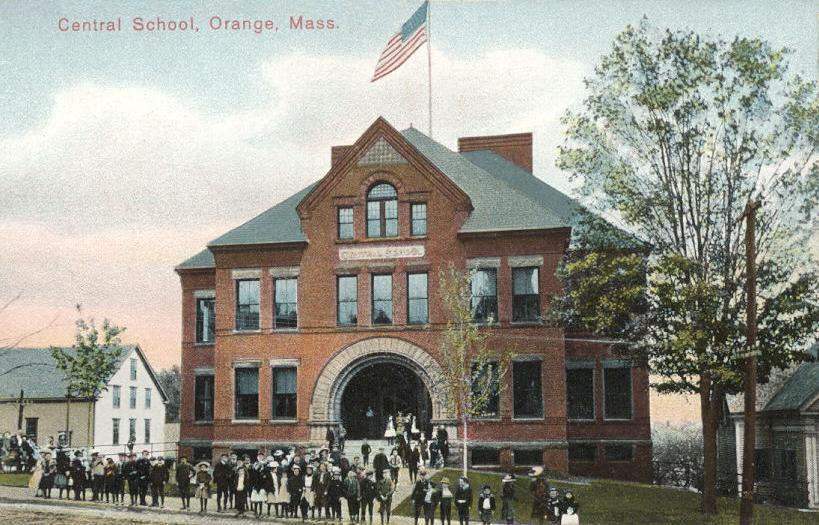
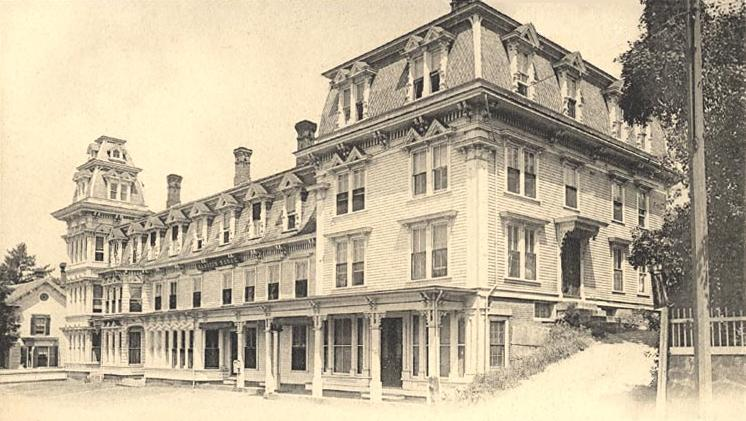